# Фоке, Фре
Фре Фоке (нидерл. Fré Focke; 11 июля 1910, Амстердам — 5 февраля 1989, Берген, Северная Голландия) — нидерландский композитор и музыкальный педагог.
С 1929 года учился в амстердамской Консерватории Свелинка у Нелли Вагенар (фортепиано) и Сема Дресдена (композиция). По окончании курса совершенствовался как композитор в Утрехте у Виллема Пейпера, с 1941 года занимался также в Вене у Антона Веберна. С окончанием Второй мировой войны преимущественно жил и работал в Швеции.
В 1946 году по приглашению Клаудио Аррау выехал в Чили и до 1957 года работал в Сантьяго. В 1952 году вместе с Эстебаном Айтлером и Эдуардо Матурана основал Центр современной музыки в Чили — площадку для исполнения новейшей музыки и педагогической работы. Учениками Фоке в Чили были, в частности, Лени Александер, Мигель Агилар, Хуан Альенде-Блин, Леон Шидловский. Вторая симфония Фоке была удостоена в 1954 году главной премии на Фестивале чилийской музыки.
В 1957—1965 годах преподавал в Гамбургской высшей школе музыки, затем вернулся в Нидерланды.
Композиторское наследие Фоке включает две симфонии (третья не окончена), пять симфониетт, концертино для фортепиано с оркестром, клавирные и вокальные сочинения.